# Quevene
Quevene (Guevene), jedno od plemena američkih Indijanaca koja sredinom prve polovice 16 stoljeća obitava negdje na teksaškoj obali, čija lokacija nije točno utvrđena, no moguće je, misli Thomas N. Campbell negdje na njegovoj središnjoj obali. Quevene 1528. spominje Álvar Núñez Cabeza de Vaca, i moguće da su isto pleme koje nekih 150 godina kasnije Španjolci označavaju imenom Cujane, jednog plemena iz grupe Karankawan, ali ova identifikacija temelji se tek prema lokaciji i sličnostima u imenu. 

## Vanjske poveznice
- Quevene Indians